# Mista Pita
Mista Pita, właściwie Piotr Zabrodzki (ur. 1982 w Warszawie) – polski wokalista, kompozytor, multiinstrumentalista i producent muzyczny. Zabrodzki współpracował z takimi grupami muzycznymi jak Cinq G czy Banda Tre. Brał udział w nagraniu płyt Polski ogień oraz Rodeo Europe, zawierającej nagrania wykonawców z gatunku dancehall. Wraz z Janem Pęczakiem założył jazzową grupę muzyczną Blast Muzungu. Brał udział w projekcie Dariusza Malejonka „Rymy częstochowskie” – skomponował i wykonał „Emblema 47” Zbigniewa Morsztyna. 
Muzyk współpracował ponadto z takimi wykonawcami jak: Easy Band All Stars, Tatsuya Yoshida, Duże Pe, Baaba, Junior Stress, Zdzisław Piernik, Pinnawela czy Natu.

## Dyskografia
- Cinq G – P.I.Ę.Ć.G.I.E. Panama (2004, album)[4]
- Dreadsquad – Dread Za Dreadem (2005, album)[5]
- Różni wykonawcy – Od Czapy Zestaw (2005, kompilacja)[6]
- Różni wykonawcy – Rodeo Europe (2005, kompilacja)[7]
- Różni wykonawcy – Polski ogień (2006, kompilacja)
- Job, czyli ostatnia szara komórka (2006, soundtrack)[8]
- Chaos (2006, soundtrack)[8]
- Blast Muzungu – Gaijin Gabba (2006, album)
- Baaba – Poope Musique (2006, album)
- Baaba – Baaba w Akwarium (2007, album)
- Masala – Obywatele IV Świata (2007, album)
- Piotr Zabrodzki, Artur Lawrenz – Trylobit (2007, album)[9]
- Tatsuya Yoshida, Piotr Zabrodzki – Karakany (2007, album)
- Pinnawela – Soulahili (2008, album)[10]
- Marika – Plenty (2008, album)
- Zdzisław Piernik, Piotr Zabrodzki – Namanga (2008, album)[11]
- Efekt Moozgu Slumberjackin' – Piotr Zabrodzki, Patryk Dąbrowski (2011, album)